# 陞官圖
陞官圖又名選格、彩选格、选官图、陞卿圖或百官鐸，是中國傳統的選格遊戲，並傳到朝鮮半島，相傳由明代倪元璐所創，其原型為張居正在內閣所創的「職官屏」。然而，根據清代曾任宮廷教師的汪師韓所著的《談書錄》，由於陞官圖採用明代官制，人們才誤以為它是明代產物，實際上陞官圖自唐代已有。為了證明這點，他引了宋代人方千里於《骰子選格》的序言：「開成三年春，…… 遇二三子號進士者，以穴骼雙雙為戲，更投局上，以數多少為進身職官之差數。」陞官图是一种依靠转动四面陀螺赌赛的图版游戏，参与者在一幅标志着各种官衔的图板上游戏，从白丁起始，依照转动陀螺获得的判语升迁贬黜，以最先升任最高官制者为胜。在不同的历史时代具体表现形式不同，最流行的陞官图是依照明代官制编写的，依清代官制编制的也有很多，民国之后，还出现了从小学生到大总统的陞官图游戏，此外，还有依据小说《红楼梦》编制的陞官图，此外也有八仙过海主题的陞官图。各种陞官图游戏虽然形式不同，旦基本规则和玩法卻是完全一样的。

## 游戏工具
陞官图游戏的工具是一幅棋盘和一枚四面陀螺。棋盘一般为方形，傳統以木板套色印刷。正中并列三格，分别写有太师、太保、太傅每一格下分四栏用小字进行标注，分别写明了德、才、功、赃四种不同情况下的奖惩办法。环绕太师、太保和太傅的是三圈大小不一样的格子，每个格子均写有一项官衔，这些官衔依照所属的衙门规类排列，从京内的内阁、六部到外埠的督抚道县均有，在每个格子的下方都用小字附注德、才、功、赃的奖惩办法。在正方形棋盘一侧的最外围一圈，格子中所标注的不是官衔，而是出身，从白丁开始到状元为止共有15种出身。游戏者需从白丁开始首先获得出身才能进一步得到官衔。
陀螺是陞官图游戏的另一个工具，陀螺共分四面，多为木质，也有高级陀螺用红木或象牙雕刻，陀螺四面分别写有德才功赃的字样，高级的陀螺四个字分别用红、绿、蓝、白四色书写，普通的陀螺德才功用红色写，赃则必须用黑色书写。
除了使用陀螺，也有使用骰子的玩法，根据唐代古籍《骰子选格序 （页面存档备份，存于）》记载，陞官图游戏“以六骰双双为戏，更投局上，以数多少为进身职官之差”。

## 規則

### 骰子規則
一對一是贓，一對四是德，一對六是才，一對五、三、或是二都是功。某種點數三個時就算兩對，以此類推。當擲完點數後，就以德才功贓的順序來看座落點要在哪個官位。
另外骰子投出來的點數，有可能有被忽略不計的機率，簡稱"做麻將"。其起源於當我的點數有一對以上時，則一對就可以不計。例如投完骰子來計是兩德一贓，那麼那個贓便可以忽略不計，因為德的點數是兩對。
骰子點數特殊規則：
龍：一二三四五六，算三德
豹子：全部是一點或四點，算五德

### 其餘賠率規則
陞官圖的官位其實是被劃分成好幾種且有區隔之分。而由此而起一種叫【俸】的賠注方法。俸的情形有兩種，一種是在最上位（太字開頭的官位，三公）擲到某點數對時，可要求大家付你錢，一般來說俸幾，就是賠幾注給你。
另外一種就是在同分類的官職中，由於其官職有上下之分，以至於兩人同居一分類的官職時，高位者可以要求低位者付錢。亦即除了出身（白丁到駙馬因為尚未做官，所以官場之事與其無關）之外，上述講的俸錢的規則完全適用。
舉個例：我擲完骰子後，官位為外縣的訓導。這時另一家擲骰子，跑到外縣的典史時，他就得付兩注錢給我（俸二），因為訓導跟典史的官職在同一種，且訓導大他兩位，因而可收此錢。
值得注意，上述所說之法不是說投完骰子後以哪裡為終來記，而是指過程有遇到就要。亦即當你德才功贓看完，發現到你過程中有經過某人的同種官職之中，就要收錢或付錢。若很不幸的來來回回，就看你經過幾次就付他幾次。
另個特殊規則是榮歸，只會發生在太師時。

## 游戏规则
参与者各用一枚棋子，从白丁起始，轮流转动陀螺，根据陀螺停止转动之后显示的字，按照棋盘上的判词移动棋子，通常德的判词最好，可以获得越级升迁，才也能获得升迁，功则原地不动，转得赃便会被贬黜。

## 其他

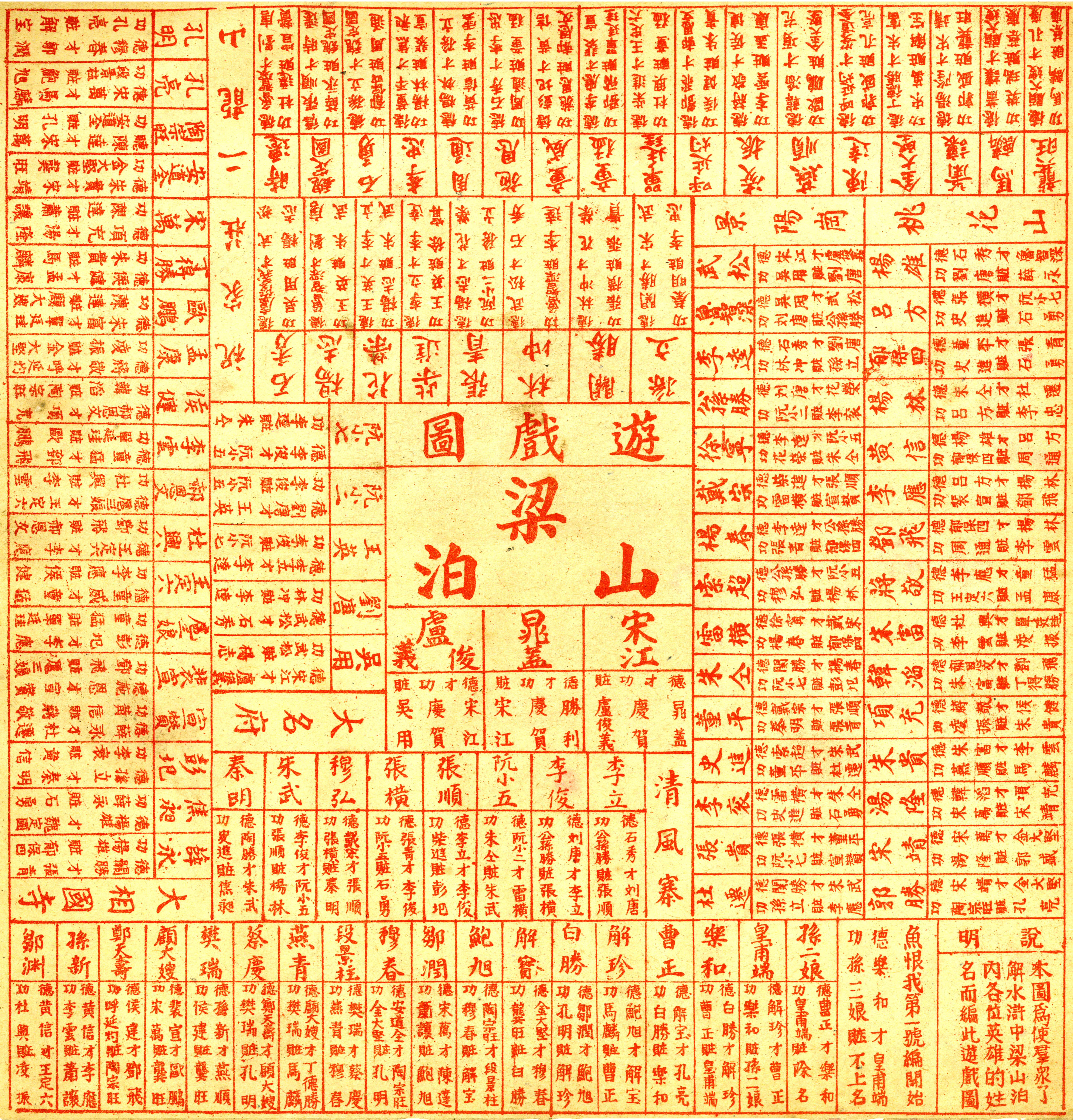
水滸陞官圖

玩陞官图曾经是非常流行的年俗，家长常鼓励孩子们进行这个游戏，希望这个游戏刺激小孩读书上进进入仕途。也有文人以陞官图为主题作文做诗，讽刺朝政，明末曾有诗：“纷纷争欲做忠臣，杨左孙周有几人，当日忠臣不惜命，近日升官有捷径。”
過去還有《水滸傳》版的陞官圖。
陞官图是中国传统的图版游戏，有业者以陞官图为蓝本开发类似的电脑游戏，令古老的游戏在信息时代重现。